# 相變
相變（Phase transition），又称物态变化，是指物質在外部參數（如：溫度、壓力、磁場等等）連續變化之下，從一種相（態）忽然變成另一種相，最常見的是冰變成水和水變成蒸氣。

物质的相变

然而，除了物體的三相變化（固態、液態、氣態）自然界還存在許許多多的相變現象，例如日常生活中另一種較常見的相變是加熱一塊磁鐵，磁鐵的鐵磁性忽然消失。其他在物理學中重要相變列舉如下：
- 物質從金屬變成超導體的超導相變。
- 液態氦從正常液體變成超流體的λ相變。
- 磁鐵在居里溫度從鐵磁性變成順磁性。
- 金屬-絕緣體相變（英语：Metal–insulator transition）。
- 量子相變

## 相變的種類
第一個嘗試將相變加以分類的是奧地利數學家、物理學家保羅·埃倫費斯特。相变分为一级相变和二级相变甚至多级相变，从数学角度讲，一级相变的热力学函数连续，但其状态函數的一阶导数不连续。二级相变的热力学函数及其关于状态函數的一阶导数都连续，但其关于状态函數的二阶导数不连续。从理论角度来看，一级相变在相变发生时，两相之间有潜热和体积等跃变。二级相变在相变发生时，两相之间无潜热和体积跃变，但有热容跃变。

## 相變的特性

### 對稱破缺
对称性破缺（symmetry breaking）系指物理学里，在具有某种对称性的物理系统之临界点附近发生可能分岔中的一个分岔，打破了这物理系统的对称性，并且决定了这物理系统的命运。例如当水温降至接近冰点时，水中各处看起来皆相同，因此水系统具有空间上的对称性，此时若某处的温度振荡至低于冰点，便破坏了对称性，且决定了所凝固之冰的结构。对于外在观察者，不清楚有涨落（或热噪声）的存在，会觉得这选择相当随机或任意。在图样形成（pattern formation）里，对称性破缺占有重要角色。
对称性破缺可以分为两种：
明显对称性破缺：在描述物理系统的拉格朗日量或哈密顿量的数学表示里，存在明显不具有某种对称性的项。
自发对称性破缺：描述物理系统的拉格朗日量或哈密顿量具有某种对称性，但是物理系统的最低能量态（真空态）不具有此种对称性。通常，这种对称性破缺会具有一种有序参数。动力学对称性破缺是这种对称性破缺的特例。著名例子分别为标准模型中的希格斯机制、超导物理中的BCS理论。

### 序參量
序參量是order parameter。

### 臨界指數和普適類
临界指数是指，臨界點附近，定量描述物理量的臨界行為時所使用的指數常數。

## 例子
- 易辛模型（可以用共形場論計算臨界指數）
- 别列津斯基-科斯特利茨-索利斯相变